# Beaumont-en-Cambrésis
Beaumont-en-Cambrésis település Franciaországban, Nord megyében. Lakosainak száma 457 fő (2022. január 1.). Beaumont-en-Cambrésis Viesly, Audencourt, Troisvilles, Béthencourt, Caudry és Inchy községekkel határos.

## Népesség
A település népességének változása:
| Lakosok száma | 473  | 456  | 451  | 446  | 445  | 441  | 447  | 452  | 457  |
|               | 2013 | 2015 | 2016 | 2017 | 2018 | 2019 | 2020 | 2021 | 2022 |